# 1106
Cette page concerne l'année 1106  du calendrier julien.
L'année 1106 est une année commune qui commence un lundi.

## Événements
- 2 septembre, Marrakech : début du règne d’Ali ibn Yussuf, souverain almoravide (fin en 1143)[1]. Il consolide l’union entre l’Espagne et le Maghreb et la civilisation andalouse pénètre dans les cités africaines. Son empire s’étend du Sénégal à l’Èbre. Son unité est fragile et repose sur la puissance armée et la religion.
- Septembre : Kilitch Arslan prend Malatya[2] puis Mayafarikin aux Artukides[3].

- Retour au pouvoir des conservateurs en Chine (fin en 1112)[4].

### Europe
- 6 janvier : couronnement d’Henri V, fils d'Henri IV, empereur romain germanique[5] (fin de règne en 1125).

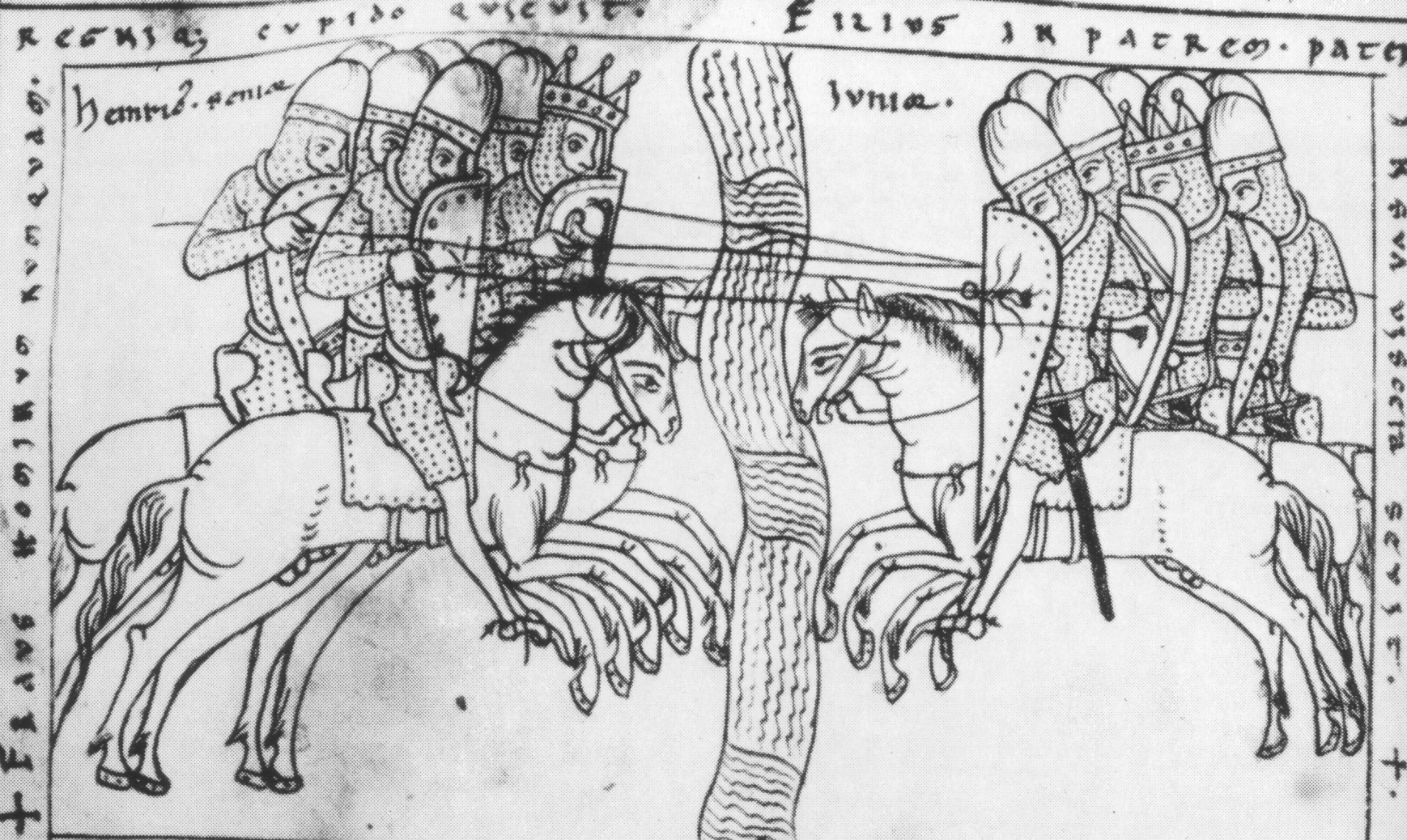
22 mars : bataille du Pont de Visé (Dessin à la plume de la Chronique d'Otton de Freising de 1157, Jenensis Cod Bose Q.6, fol. 91b)

- 22 mars : bataille du Pont de Visé entre Henri IV et Henri V qui s'est réfugié à Liège[6].

- 29 avril : Jón Ögmundsson est ordonné évêque de Hólar à la suite de la création d'un second diocèse à Hólar, dans le nord-ouest de l’Islande[7].

- 13 mai : les comtes de Louvain, ducs de Brabant, s’enrichissent de la Basse-Lorraine (Godefroi Ier)[8].

- 29 juin, Huesca : conversion au catholicisme du traducteur juif Moshe Sephardi, qui devient Pedro Alfonso[9]. Il recueille et traduit des maximes et des contes arabes et indiens. Il part en Angleterre où il devient médecin du roi et initie les Anglais à l’astronomie orientale et aux techniques (astrolabe).

- 28 septembre : bataille de Tinchebray, en Normandie. Henri Ier Beauclerc, victorieux, prend la Normandie à son frère Robert Courteheuse, qui est emprisonné pour le restant de ses jours[10].
- 22 octobre : concile de Guastalla. Pascal II renouvèle l’interdiction des investitures laïques[11]. Le roi Koloman de Hongrie renonce au droit d’investiture des évêques et promet de respecter la liberté des élections épiscopales[12]. Philippe Ier de France et son fils associé Louis VI acceptent de laisser les élections épiscopales aux chapitres à condition de donner leur consentement pour l’élection[13].

- Début du règne de Toirdelbach Ua Conchobair (Turlough O’Connor), roi de Connacht après la déposition de Domnall Ua Conchobair, puis roi suprême d’Irlande en 1121 (fin en 1156)[14].

- Une grande révolte partie de Samogitie balaye les établissements chrétiens byzantins dans les pays baltes[15].

## Décès en 1106

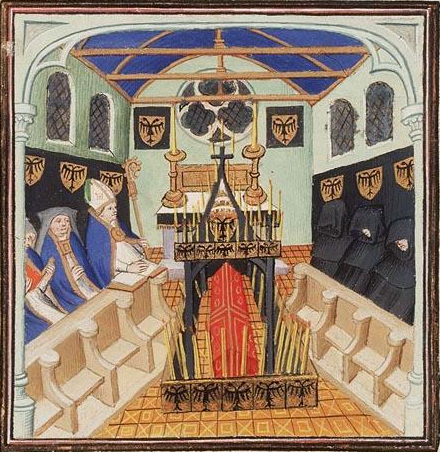
Funérailles d’Henri IV